# Gornja Reka
Gornja Reka – wieś w Chorwacji, w żupanii zagrzebskiej, w mieście Jastrebarsko. W 2011 roku liczyła 359 mieszkańców.